# San Vito al Tagliamento

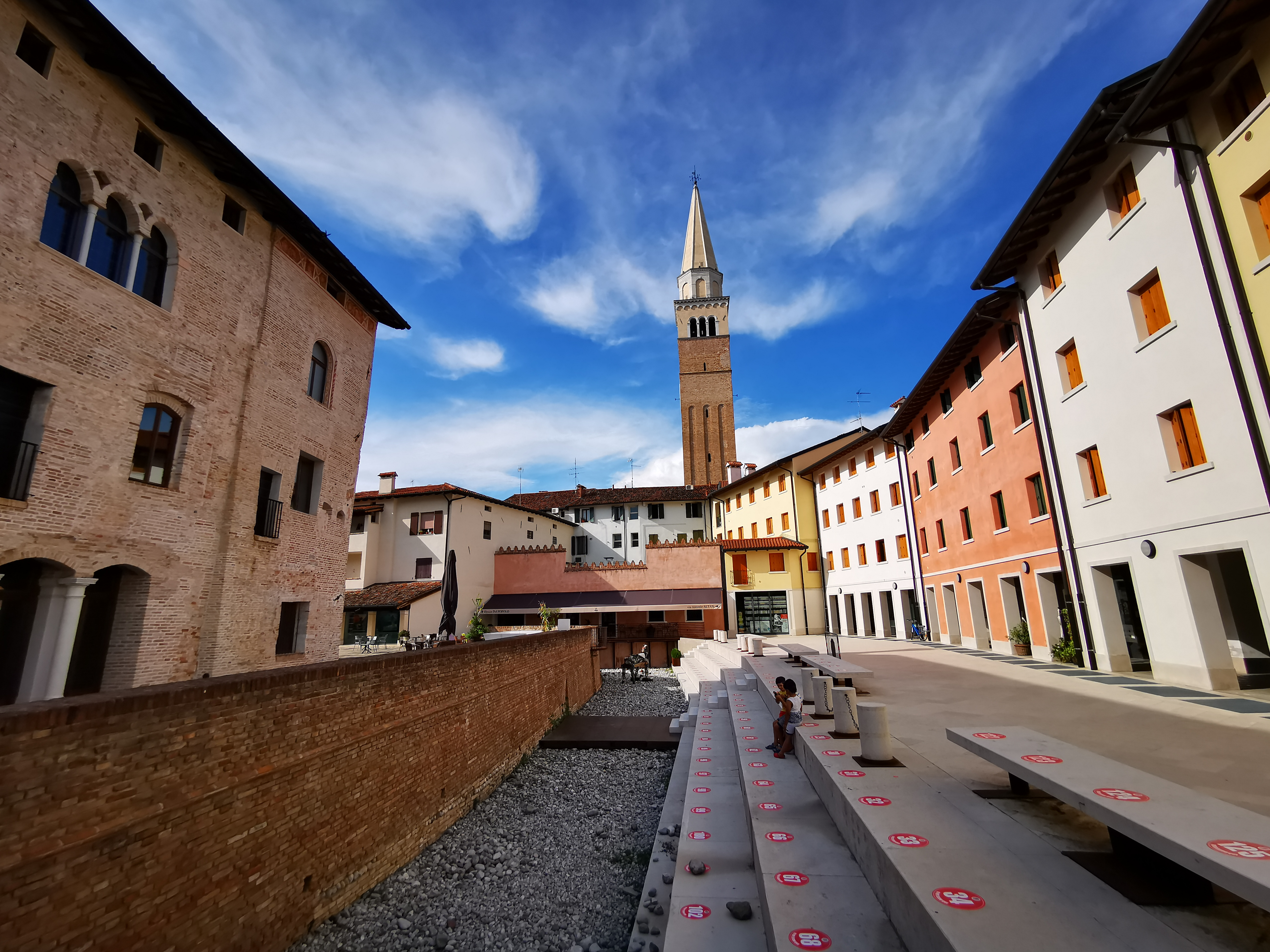
Corte a est dell'antico castello (a sinistra)

San Vito al Tagliamento (San Vît dal Tiliment in friulano standard, San Vît nella variante locale) è un comune italiano di 15 254 abitanti del Friuli-Venezia Giulia.
San Vito al Tagliamento è una città nota per il suo pittoresco borgo medioevale e per la sua importanza produttiva e industriale nell'area vasta pordenonese. Figura tra i dieci comuni più popolosi della Regione; centro culturale e economico di rilievo per tutto il Friuli è il secondo polo scolastico e sanitario del Friuli occidentale subito dopo Pordenone.
In un'indagine del 2015, promossa dal Il Sole 24 Ore, è risultato il primo centro tra i cosiddetti "borghi felici" in Friuli Venezia Giulia.

## Geografia fisica

### Territorio
Il comune è posto nella pianura veneto-friulana nelle vicinanze del fiume Tagliamento al confine con la provincia di Udine.

### Clima
San Vito al Tagliamento, secondo la classificazione dei climi di Köppen, gode di un tipico clima temperato delle medie latitudini, piovoso o generalmente umido in tutte le stagioni e con estati molto calde.
Le precipitazioni si concentrano nei periodi compresi tra marzo e maggio, con un leggero calo nei mesi estivi, e un riacutizzarsi nel periodo compreso tra ottobre e novembre inoltrato.
- Classificazione climatica: zona E[10].

### Sismologia
Secondo la Classificazione sismica, il comune appartiene alla zona 2 (sismicità medio-alta).

### Idrografia
- Fiume Tagliamento
- Roggia Mussolera: Corso d'acqua che segna il confina occidentale di Ligugnana.
- Canale Roia
- Roggia Versa

## Geografia antropica

### Frazioni
Le frazioni sanvitesi corrispondono ai diversi villaggi storicamente identificabili nella zona del sanvitese, gran parte dei quali ha (o ha avuto) anche una propria identità parrocchiale nella struttura della Chiesa cattolica. In tal senso ad ogni frazione sono qui ricondotte le località che fanno riferimento (o lo hanno fatto in passato) alla relativa parrocchia. Gli abitanti delle frazioni sanvitesi hanno forte identità, custodiscono le proprie tradizioni e spesso organizzano momenti di aggregazione (esempio sagre paesane, accensione di falò epifanici). Molte sono, infatti, le realtà associative impegnate in tal senso.
Altre località note ma non riferibili direttamente a frazioni sono state raggruppate in una specifica sezione. Fra le località qui citate ci sono sia luoghi che ancora trovano riscontro nella toponomastica ufficiale sia quartieri (es. "Magredo" e "Favria") da sempre identificati dai sanvitesi.
Braida o Braida Bottari
Ubicata nella zona fra le frazioni di Ligugnana, Gleris e Carbona. È ora integrata nella parrocchia di Ligugnana. Comprende località "Pradis", in direzione della frazione di Gleris, e la vasta campagna che si estende a sud di Via Carbona, nel tratto in cui tale strada volge a oriente, ed ai due lati fino al Tagliamento, nel tratto di via Carbona che scende a sud verso il Ponte della Regina, dove incrocia Via Santa Sabina e prosegue come Via San Paolo.
Nella zona più meridionale, isolati in piena campagna, ci sono i ruderi del "Formajâr", casa colonica abitata fino a metà del '900, ed un laghetto artificiale conseguente ad escavazioni di ghiaia ("Cava Ponte della Regina").
Carbona
La frazione è ubicata lungo l'argine del Tagliamento, nella zona sud-orientale del comune e conta 162 abitanti.  Confina, infatti, con il comune di Morsano al Tagliamento, in particolare con la frazione di San Paolo.
Mantiene forte identità e coltiva le proprie tradizioni grazie all'attività associativa del locale Comitato Iniziative Sociali Carbona. Un tempo parrocchia autonoma è ora compresa nella parrocchia di Gleris.

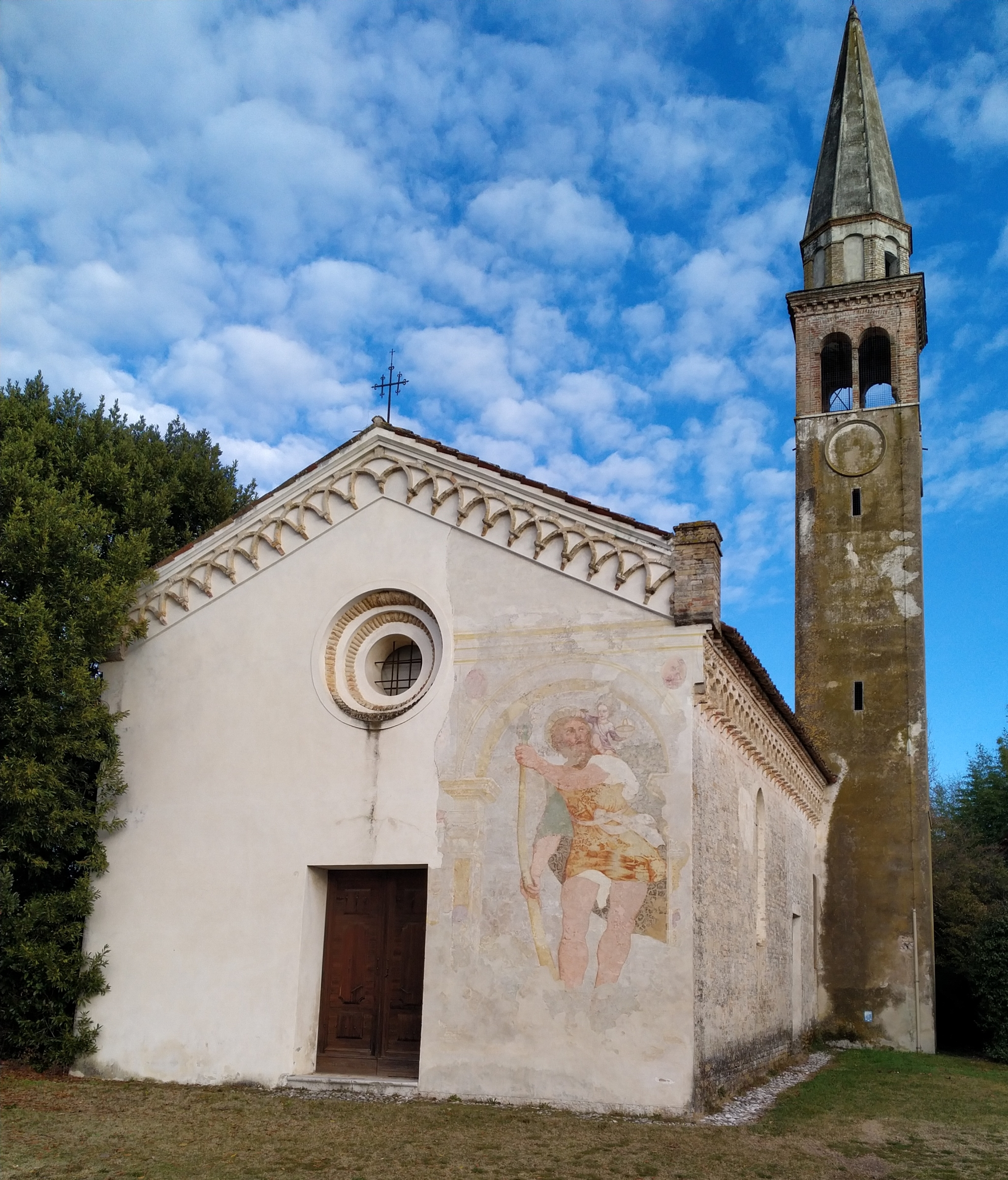
Antica chiesa di Santo Stefano, nella frazione Gleris

Gleris

La frazione conta 536 abitanti ed è ubicata nella zona meridionale del comune, ai confini coi centri abitati di Ramuscello a sud e Santa Sabina ad est (di cui piccola parte del centro abitato ricade nella nel comune di San Vito).
Ad ovest, dopo i campi e la ferrovia vi è la frazione di Savorgnano.
Il nome autoctono friulano "Gléris" è il plurale di "glérie" (qui pronunciato "gléria"), ossia ghiaia, in latino "glarea", pertanto significa luogo di ghiaie.
Nel nome la lettera "G" va pronunciata velare, quindi non costituisce digramma con la successiva lettera "L".
Tale toponimo si spiega col fatto che la villa sorgeva presso la riva del Tylaventus minor, le cui acque trascinavano e deponevano lungo il loro percorso abbondanza di ciottoli.
Vi operano diverse associazioni, che mantengono le tradizioni locali e forte spirito di appartenenza.
Località di tale frazione sono:
- Case Trevisan: Ubicata a nord in direzione di Braida-Bottari, lungo la SP 463 che in quel tratto prende il nome di Via Stradalta.
- Località Santa Sabina: Parte orientale della località di Santa Sabina, centro abitato diviso tra i comuni di Sesto al Reghena e San Vito al Tagliamento. Qui si trova la chiesa di Santa Sabina che - appunto - dà il nome alla località.

Ligugnana
Chiamata Ligugnane in friulano, e Ligugnana nella variante locale, è la frazione più grande e popolosa dell'intero comune.
Un tempo centro abitato a sé stante, è ormai inglobata nel centro abitato di San Vito di cui è la parte più orientale. Confina con la frazione di Braida-Bottari a sud, Madonna di Rosa a est, e Rosa a nord. Ligugnana ha solo una località: Cragnutto, ubicato sull'omonima via ad est della frazione.
Tale centro abitato fa parte, insieme a Braida-Bottari, della parrocchia di Ligugnana con sede nella chiesa di San Lorenzo Martire ubicata nella parte meridionale della frazione, in direzione di Braida. Nella frazione operano numerose realtà sportive.
Prodolone
Chiamata Prodolon in friulano, la frazione al confine con il comune di Casarsa, adiacente alla frazione di San Giovanni di Casarsa. Antica cittadina, con resti storici e medioevali. Gioiello del Friuli è la chiesa di Santa Maria delle Grazie, risalente al 1467, custodisce il prezioso altare ligneo di Giovanni Martini e alcuni affreschi di Pomponio Amalteo.
Vanta una vita associativa molto vivace, con diverse realtà, tutte fortemente motivate nel mantenere le tradizioni locali. È ancora parrocchia autonoma. A Prodolone fanno riferimento le località "Patocco", ubicata a nord ovest verso San Giovanni e "Canedo", a ovest verso il confine con il comune di Fiume Veneto.
Rosa
La frazione deve il suo nome alla vicinanza al fiume Tagliamento ed all'azione distruttrice delle sue acque, da cui appunto "rosa" (participio passato di rodere). Nella zona di Rosa si identificano le località "Dogna" (a nord verso la zona industriale Ponte Rosso) e "Rosa Vecchia", nella zona del Tagliamento dove sorgeva la "Villa di Rosa" prima dell'ultima alluvione distruttiva del 1851. Fino alla seconda metà del XX secolo nella zona di Rosa era ufficialmente riconosciuta anche la località "Anime", posta a metà dell'attuale via Rosa.
Vi sorge la chiesa di Santo Stefano, risalente al XIX secolo.
Savorgnano
Chiamata Savorgnan in friulano, la frazione che si colloca in direzione del comune di Sesto al Reghena; vi si trova la deliziosa chiesetta di Santa Petronilla eretta nel XIII secolo dai benedettini ed arricchita nel 1500 con affreschi. La chiesa parrocchiale, dedicata a San Giacomo, nel 2011 ha compiuto i suoi primi 100 anni. Resta ancor oggi parrocchia autonoma.
Vi operano numerose associazioni, che mantengono vive le tradizioni locali con diverse manifestazioni. Nella zona di Savorgnano sono presenti le località "Pradival", posta nella parte occidentale alla fine dell'omonima via, "Melmose" poco più a sud e "Savorgnanutto", al confine con il comune di Sesto al Reghena, lungo la strada che porta a località Vissignano.

### Località e quartieri
- Boreana

Borgata ubicata nella zona settentrionale del comune, lungo l'omonima via.
- Borgo Fontane (o Fontanis in friulano)

Quartiere nella zona immediatamente a nord-est delle fosse, fra Viale del Mattino, via Delfino, via delle Acque e via Di Vittorio. Pur non essendo riportato nella maggior parte delle mappe è un borgo ufficialmente riconosciuto nella toponomastica regionale.
- Bosco di Taiedo

Località ubicata nella zona sud-occidentale del comune, vicino al confine con il comune di Chions, in particolare con la frazione di Taiedo.
- Casabianca, Comunale, Comunali di Mezzo e Copece

Queste località comprendono l'intera area industriale "Ponte Rosso" del Sanvitese, ricca zona industriale posta nella parte nord-orientale del comune, ai confini con il comune di Valvasone Arzene. Le località fanno parte della Parrocchia Madonna di Rosa e S.Stefano.
- Favria

Quartiere ubicato subito fuori l'antica cinta muraria, nella zona occidentale. Il suo punto di riferimento è la chiesetta di S. Rocco, posta all'incrocio fra le vie Pordenone, Falcon Vial e Sbrojavacca. Località che mantiene una forte identità e diverse realtà associative fra cui, a livello sportivo, il GSD Favria Archiviato il 20 dicembre 2014 in Internet Archive..
- Fontanasso

Borgo ubicato nella zona nord-est del capoluogo, lungo l'omonima strada che da Viale San Giovanni porta verso località Capraio.
- Madonna di Rosa

Comprende la zona limitrofa al maestoso Santuario della Madonna di Rosa e Gesù Misericordioso, nella zona a est del capoluogo, fra le frazioni di Rosa e Ligugnana. Il Santuario è anche il luogo principale di culto della Parrocchia Madonna di Rosa e S.Stefano, nata dalla fusione delle parrocchie di Rosa e Madonna di Rosa. Diverse associazioni locali promuovono le tradizioni di questa particolare località, sin dal 1655 strettamente legata alla devozione alla Madonna di Rosa. Proprio in onore della Madonna, il 8 settembre si svolge una grande festa paesana. Da un punto di vista sportivo i colori di Madonna di Rosa sono rappresentati dalla Tilaventina, società calcistica che nel nome richiama la denominazione latina del vicino Tagliamento.
- Magredo

Quartiere ubicato subito fuori la torre Scaramuccia, porta orientale dell'antica cinta muraria, lungo la strada (Via Anton Lazzaro Moro) che porta a Madonna di Rosa.
- Pissarelle

Piccolo agglomerato urbano situato nella campagna circostante il tratto della SP 1 che porta verso il comune di Chions.
- Ronchs, S. Urbano, Cavrer (o Capraio)

Località molto vicine fra loro, situate nella zona immediatamente a sud dell'area industriale del Ponte Rosso. Nella struttura cattolica fanno riferimento alla Parrocchia Madonna di Rosa e S.Stefano.
- Torricella

Località ubicata nelle campagne della zona occidentale del comune, lungo la strada (Via Pordenone) che porta verso Rivatte, località in comune di Fiume Veneto.

## Origini del nome
Il nome della città è costituito da un agionimo, cioè dal nome di un santo.
Spesso il culto di San Vito è associato a guadi o attraversamenti fluviali, a derivazione del fatto che, assieme al suo precettore Modesto ed alla nutrice Crescenzia, è stato martirizzato vicino alle acque del Sele (Campania). Se ne ha conferma anche dalla toponomastica di molti altri paesi: alla voce di Wikipedia "San Vito (disambigua)" sono citati decine di altri comuni e frazioni italiani con tale agionimo.
Nel caso specifico dietro l'agionimo potrebbe però nascondersi una derivazione del latino "vìcus" (villaggio), il cui esito linguistico in friulano porta a "vìt". Ad esempio, in Friuli a tale derivazione è certamente da ricondurre Vito d'Asio, che nulla ha a che vedere con il santo.
Per il nostro San Vito, quindi, in origine il nome dell'abitato potrebbe essere stato collegato a un villaggio d'epoca romana, poi convertito nell'agionimo.

## Storia

### Età antica
Insediamenti umani nel territorio sono stati riscontrati sin dalla preistoria, con reperti rilevati lungo la fascia a occidente dell'attuale centro cittadino, fra le attuali frazioni di Savorgnano e Prodolone. La zona, ricchissima d'acqua trovandosi all'inizio della fascia delle risorgive, era una grande selva molto diversa dall'ambiente attuale, dove aree paludose si alternavano a luoghi più asciutti. Lo stesso Tagliamento presentava il suo mutevole alveo con grosse ramificazioni poste molto più a occidente rispetto all'attuale collocazione. Nell'età del bronzo recente (XIII secolo a.C. - XII secolo a.C.) è documentato un abitato di modeste dimensioni in località Boscat. Altri reperti confermano la presenza umana anche in periodi successivi. Scavi eseguiti nel 1973 hanno rivelato una necropoli risalente a un periodo fra il IX ed il XVIII secolo a.C. presso la località di San Valentino, a sud dell'attuale frazione di Prodolone. In analogia a quanto riscontrato in siti coevi limitrofi, quali Bonzicco e Gradisca (nell'attuale comune di Sedegliano) è probabile la presenza di un castelliere. Tracce di stabili corti rurali sono state rilevate anche in età romana. I reperti citati sono raccolti nel Museo Civico "Federico De Rocco".

### Medioevo
Nel 1028 Corrado II dona al principato patriarcale di Aquileia i diritti venatori della selva, primo passo verso il trasferimento dei pubblici poteri alla Patria del Friuli. Nei documenti non si trova però ancora traccia di un toponimo riferibile a San Vito, che è citato per la prima volta in una bolla di papa Lucio III del 1182 ("Sanctum Vitum cum oratorio").

Stemma della Patria del Friuli

Stemma della Contea di Gorizia, storica rivale della Patria del Friuli

Fra la fine del XII secolo e l'inizio del successivo i patriarchi incentivano la resa del territorio con l'utilizzo di pustoti (campi a riposo) e ronchi (nuove aree disboscate), presidiati da propri gastaldi, piccoli feudatari che dovevano risiedere stabilmente, con compiti di custodia e difesa ("feudo di abitanza"). 
Negli anni successivi San Vito si sviluppa unitamente ai flussi commerciali, in particolare grazie alla strada che lo collega a Cordovado e Portogruaro, quindi a Venezia. Nel prima metà del XIII secolo si hanno riscontri documentali sulla presenza di una cinta muraria e sulla necessità di riedificare il castello, la cui esistenza è quindi confermata anche in epoca precedente.
A fine XIII secolo, durante il patriarcato del lombardo Raimondo della Torre, sulla cinta muraria sono realizzate due torri a difesa degli accessi, "Torre di San Nicolò" a oriente (poi denominata "Torre Scaramuccia") e "Torre Raimonda" a occidente.
Viene confermata anche l'esistenza di un edificio riservato al patriarca, che vi risiede periodicamente, come usa fare anche in altre città fortificate della Patria del Friuli. La frequente residenza a San Vito del patriarca, appartenente alla potente famiglia dei Della Torre, attiva un fenomeno migratorio dalla Lombardia.
Nel 1309 è assediata dal conte di Gorizia e dai suoi alleati Caminesi, con il supporto di Walterpertoldo di Spilimbergo. Dopo circa un mese di assedio i difensori acconsentono ad una resa condizionata.
In seguito all'invasione del Friuli da parte di Rodolfo IV d'Austria (1361) il patriarca Ludovico della Torre si rifugia nel castello di San Vito, che gli austriaci tentano invano di conquistare.. Nel 1341 il patriarca Bertrando istituisce il mercato domenicale, confermando l'importanza commerciale assunta dalla cittadina.
Dalla seconda metà del XIV secolo si ha notizia dell'avvio dei servizi di assistenza di un ospedale gestito dalla Confraternita dei Battuti, ubicato all'interno della cinta muraria, nei pressi della Torre Scaramuccia. La struttura darà assistenza per secoli ad ammalati, bisognosi, orfani e pellegrini.
San Vito acquisisce un ruolo di rilevanza anche nel contesto della giurisdizione patriarcale tanto che nel 1366 il patriarca Marquardo vi convoca il Parlamento Friulano.

Stemma dei "Da Carrara" (Carraresi)

Nelle lotte all'epoca del patriarca commendatario (senza obbligo di residenza) Filippo d'Alençon i Carraresi prendono San Vito (1385) utilizzando l'artiglieria. Seguono alcuni anni di instabilità e scorribande fra fazioni rivali, che interessano tutto il Friuli. La nomina papale (gennaio 1395) del patriarca Antonio Caetani porta finalmente a una pacificazione. Altre lotte fra famiglie friulane coinvolgono San Vito nel 1408. Le campagne fuori le mura sono saccheggiate dalle milizie dei Panciera, che non riescono ad espugnare le fortificazioni cittadine e sono scacciate da una sortita dei difensori. Pare che proprio da questo combattimento sia derivata la denominazione di "Scaramuccia" per la "Torre di S.Nicolò".

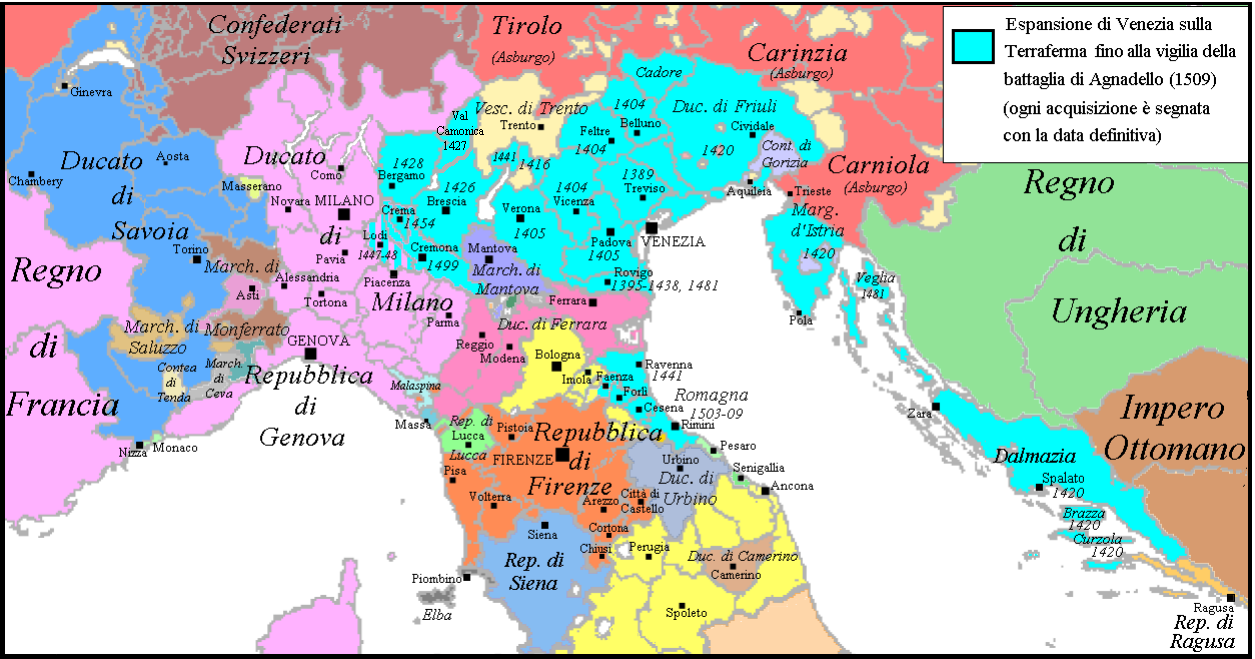
In
azzurro i territori controllati da Venezia nel 1509

Nel 1412 San Vito è nuovamente coinvolta in scontri, questa volta fra le truppe veneziane e quelle di Sigismondo d'Ungheria, che aveva invaso il Friuli. Dopo diversi anni di scontri e tregue nel 1420 la Repubblica di Venezia conquista definitivamente il Friuli e San Vito passa sotto il controllo veneto, mantenendo i precedenti diritti e statuti. Termina così il potere temporale dei patriarchi, che manterranno il ruolo religioso fino a metà del XVIII secolo.
Nel 1445 il patriarca riconosce la legittimità della conquista veneziana e in cambio riprende un limitato potere temporale su San Vito, San Daniele e Trivignano.
Anche la struttura urbana si arricchisce di palazzi e chiese, abbelliti da opere di valenti artisti rinascimentali. Viene ristrutturato l'ospedale dei Battuti e costruita (1493) nei pressi una chiesetta a navata unica, riccamente decorata (chiesa di Santa Maria dei Battuti).
Nella seconda metà del XV secolo i turchi ottomani effettuano ripetute e famigerate scorribande per il Friuli devastando e depredando anche le campagne circostanti le mura di San Vito, senza mai attaccarle direttamente.

### Età moderna

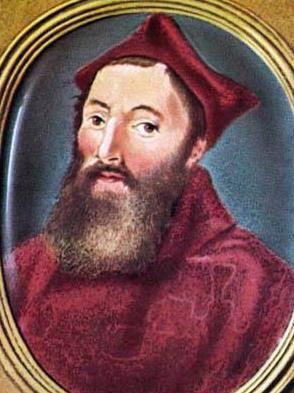
Il patriarca Marino Grimani

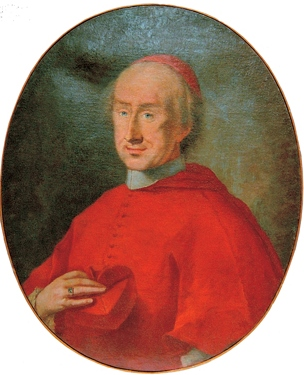
Daniele Dolfin (ultimo patriarca di Aquileia)

Nel corso del XVI secolo la cittadina si espande, in particolare su iniziativa del patriarca Grimani. La cinta muraria è estesa ed il relativo fossato (le "fosse") acquisisce il tracciato attuale. A sud è costruita un'ulteriore porta fortificata di accesso (Torre Grimana) ed aperto lo stradone che la collega a Savorgnano. Lo stesso Grimani istituisce il giorno del mercato al venerdì.
Il 31 marzo 1655 è traslata nella chiesa di San Nicolò fuori le mura l'immagine della Madonna di Rosa, che attira in breve un notevole flusso di pellegrini.
Negli anni successivi San Vito vive un periodo tranquillo e vitale in campo economico, culturale e religioso. Nel 1708 è attivato un nuovo monastero gestito dalle suore dell'Ordine della Visitazione, con compiti di educandato per le fanciulle locali. La struttura è realizzata immediatamente fuori le mura (zona nord-orientale). Il patriarca Dionisio Dolfin dispone che dopo la sua morte (1744) il suo cuore sia custodito nella chiesa del monastero. Gli succede il nipote Daniele Dolfin, ultimo patriarca. I feudi di San Vito e San Daniele passano al completo controllo temporale della Repubblica di Venezia mentre le funzioni religiose dell'antico patriarcato di Aquileia sono trasferite alle nuove arcidiocesi di Udine (territori a controllo veneziano) e Gorizia (territori a controllo imperiale).
Nella seconda metà del XVIII secolo l'imprenditore carnico Jacopo Linussio acquista la tenuta agricola di "Casa Bianca" (o "Ca' Bianca"), la demolisce e fa costruire un grande complesso edilizio comprendente aree destinate a lavorazioni tessili, una chiesa, palazzi residenziali, barchesse e orti murati.
Dopo la caduta della Repubblica di Venezia (1797) a San Vito si insedia un forte contingente di truppe napoleoniche (500 uomini - 150 cavalli - 12 pezzi di artiglieria), che requisisce a scopi militari le chiese di San Lorenzo e San Rocco. Si ritirano a gennaio 1798 in seguito agli accordi del Trattato di Campoformio (ottobre 1797) ed al passaggio del Friuli al governo asburgico. 
Ulteriori passaggi di truppe si hanno negli anni immediatamente successivi, in conseguenza della seconda e terza coalizione contro Napoleone.
Durante il periodo napoleonico del Regno d'Italia (1805-1814) San Vito ottiene subito la sua municipalità, come già accaduto nel 1797. Beneficia della riorganizzazione del catasto e della realizzazione di dettagliate cartografie, che superano le approssimative mappe descrittive di epoca veneziana. Alla restaurazione del dominio asburgico la città entra a far parte del Regno Lombardo-Veneto (1815). Negli anni successivi gode di diversi interventi architettonici promossi dall'architetto Lodovico Rota.
Nel 1847 è già attiva la filanda nei pressi dell'attuale stazione ferroviaria, che usa come forza motrice l'acqua delle fosse e lavora i bozzoli prodotti dalla bachicoltura, diffusa nella zona.
Nel 1848 (I Guerra d'indipendenza) San Vito partecipa ai moti irredentisti istituendo una Guardia Civica di volontari, che si disgrega all'arrivo delle truppe asburgiche. Non si segnalano eventi legati alla II Guerra d'Indipendenza mentre il sanvitese Pietro Angelo Cristofoli è uno dei partecipanti alla spedizione dei Mille.

### Età contemporanea

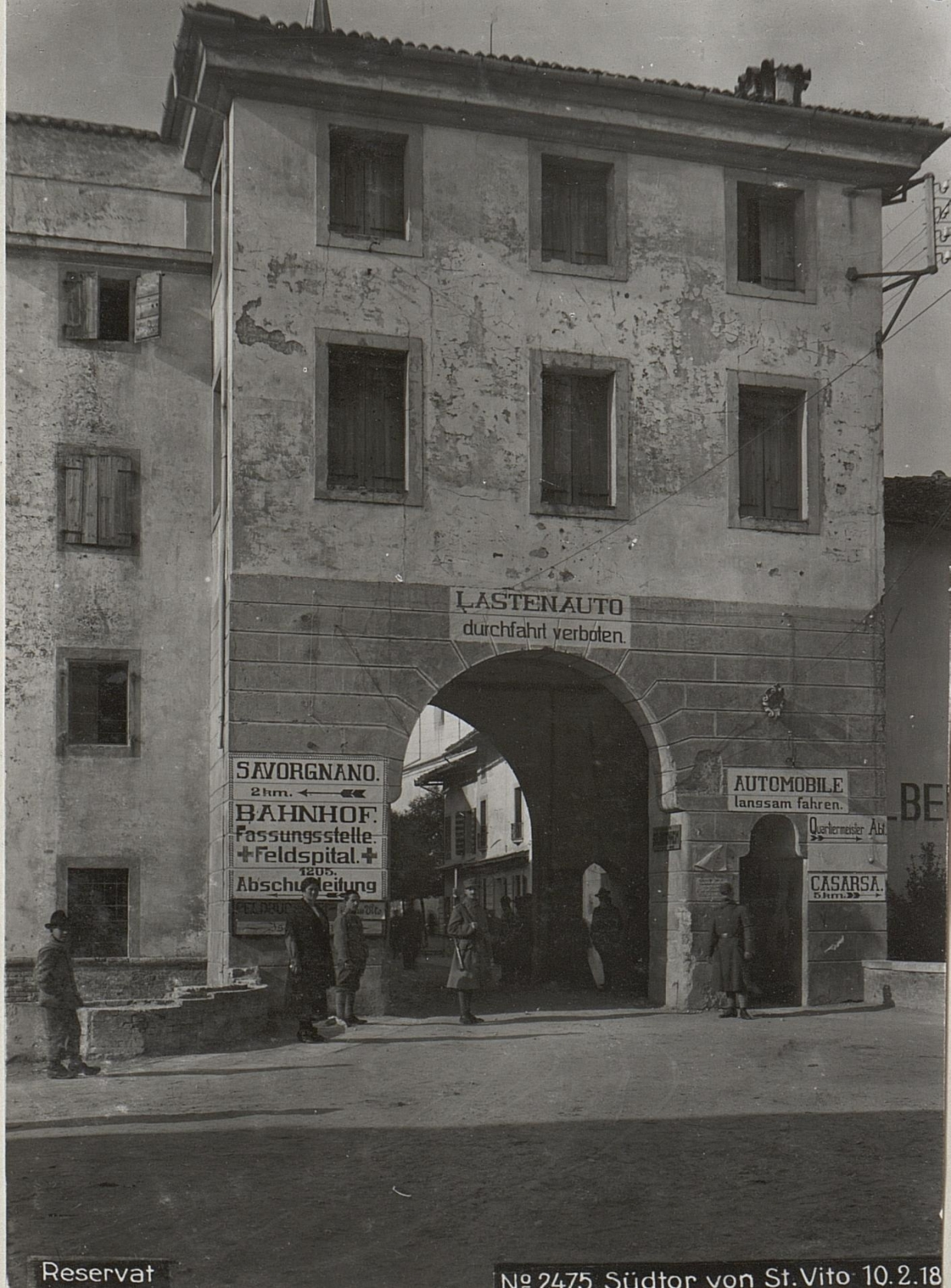
Sentinelle austro-ungariche e passanti presso la Torre Scaramuccia (10 febbraio 1918)

Anche dopo l'annessione al Regno d'Italia (1866) continua a mantenere un'economia centrata sull'agricoltura, gestita prevalentemente da grandi proprietari terrieri. Nel 1876 inizia il trasferimento dell'ospedale dal complesso dei Battuti a Palazzo Heiman, in Borgo Taliano, dove diverrà l'attuale ospedale civile "S.Maria dei Battuti".
Dal 1915 anche il territorio di San Vito è investito dalla prima guerra mondiale e nei primi di novembre del 1917, in seguito alla rotta di Caporetto, subisce le razzie e le violenze degli invasori, patendo poi un anno di occupazione. L'amministrazione comunale è trasferita a Firenze ed a San Vito si installa il generale Borojević, comandante le truppe austro-ungariche in Italia. Il 10 agosto 1918 fa tappa a San Vito anche l'imperatore Carlo I d'Austria, che Borojević aggiorna sulla situazione al fronte del Piave. Nei primi giorni del successivo mese di novembre fra i primi bersaglieri che liberano San Vito c'è il sanvitese Damiano Cortese.
Nel primo dopoguerra e durante il periodo fascista, l'economia resta principalmente legata all'agricoltura latifondista.
La Seconda Guerra Mondiale porta altri lutti ed impoverimento. Nel 1942 molti sanvitesi periscono nell'affondamento del piroscafo "Galilea", che trasportava gli alpini del "Battaglione Gemona" in rientro dalla Grecia. 
Dopo l'8 settembre 1943 San Vito è inclusa nella Zona d'operazioni del Litorale adriatico, sotto controllo militare tedesco. Nel 1944 e 1945 subisce bombardamenti aerei alleati. In due di questi è prima danneggiato e poi distrutto il Santuario della Madonna di Rosa, nella periferia orientale. Successivamente all'organizzazione della Resistenza iniziano azioni di guerriglia contro gli occupanti, con conseguenti rappresaglie. 
L'episodio più cruento avviene il 26 aprile 1945 quando, nei pressi del cimitero, le SS fucilano sei sanvitesi e ne massacrano i corpi con bombe a mano, in rappresaglia alla morte di un soldato tedesco. Per ritorsione il 27 aprile i partigiani rapiscono ed uccidono Claudio Fogolin, commissario prefettizio di San Vito. Per l'azione prendono l'auto dell'anziano parroco di Savorgnano, che viene incarcerato dai tedeschi, torturato per due giorni e rilasciato in gravi condizioni. Morirà il successivo 6 maggio in conseguenza alle ferite.
All'alba del primo maggio a San Vito entrano le truppe britanniche, dopo che i tedeschi erano stati impegnati nei giorni precedenti e durante la notte in scontri con pattuglie partigiane. A mezzogiorno l'intero territorio comunale è definitivamente liberato..
Nell'immediato dopoguerra si accentua il malcontento di mezzadri, fittavoli e braccianti ed iniziano rivendicazioni nei confronti delle famiglie latifondiste. Agli eventi partecipa anche un giovane Pier Paolo Pasolini. Le manifestazioni, coordinate dal sindacalista Angelo Galante detto Ciliti, mirano ad ottenere l'applicazione del "Lodo De Gasperi" e maggiori diritti. In una di queste, il 29 gennaio 1948, i manifestanti arrivano ad occupare alcuni palazzi dei grandi proprietari terrieri.
Le trasformazioni economiche portano anche alla chiusura delle locali realtà industriali, oramai obsolete (es. filanda e ferriera). Restano vitali le sole attività artigianali. Inizia quindi una fase di emigrazione verso l'estero ed altre regioni italiane.  Ne consegue una decrescita demografica, che si affievolisce solo nel corso degli anni settanta quando, grazie all'attivazione della Zona Industriale Ponterosso, hanno avvio graduali insediamenti di impianti industriali, che portano ad un deciso sviluppo economico dagli anni ottanta ed alla ripresa dei flussi migratori in entrata.
Diversi interventi di recupero degli edifici storici di epoca medievale sono stati realizzati a partire dagli anni ottanta e sono continuati nei decenni successivi. Nel 1992 viene completata la ristrutturazione nell'area della vecchia filanda, vicino alla stazione, dove si installa l'istituto scolastico "Le Filandiere".

## Monumenti e luoghi d'interesse

### Il centro storico (dentro "le fosse")

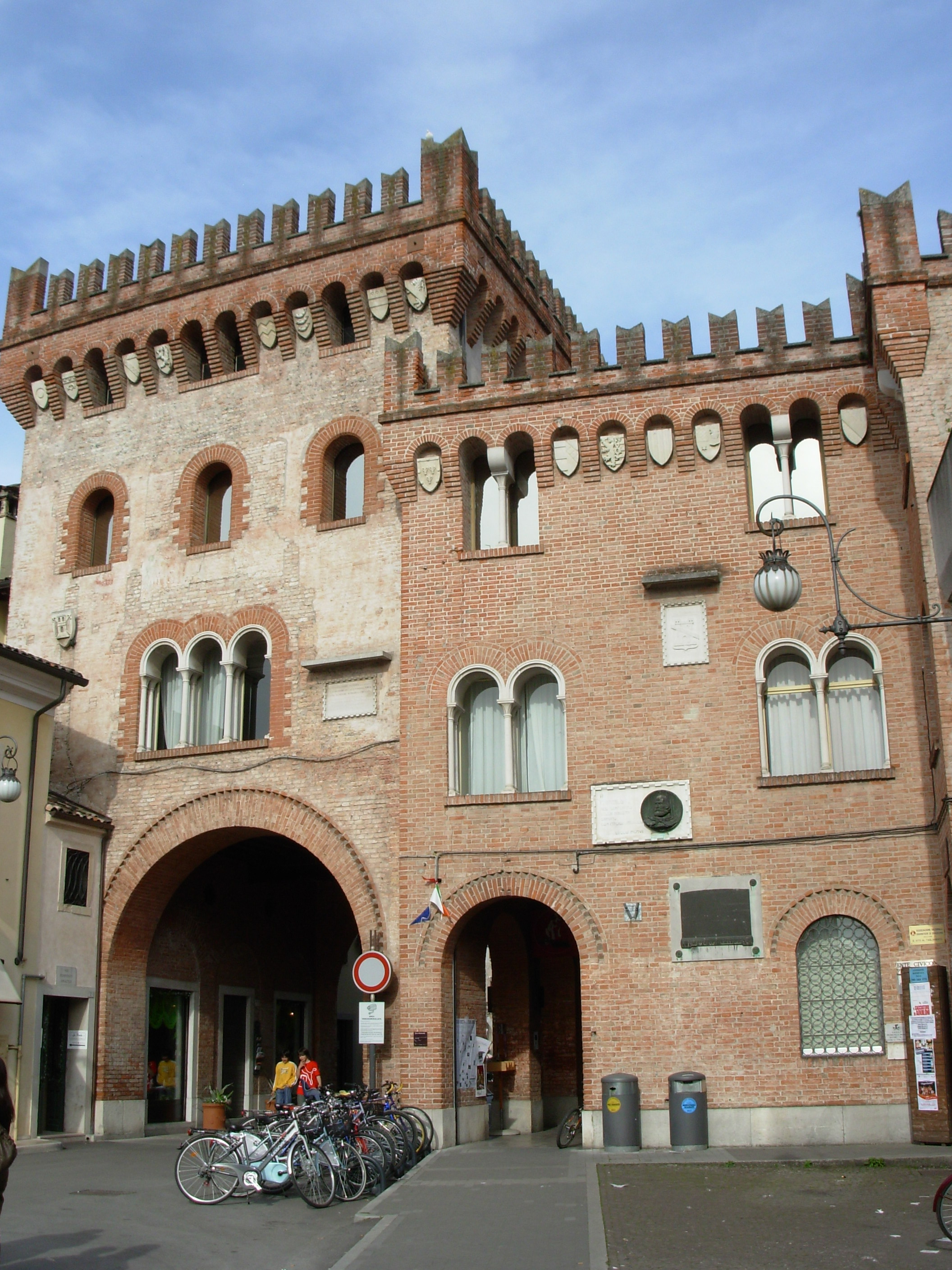
Torre Raimonda

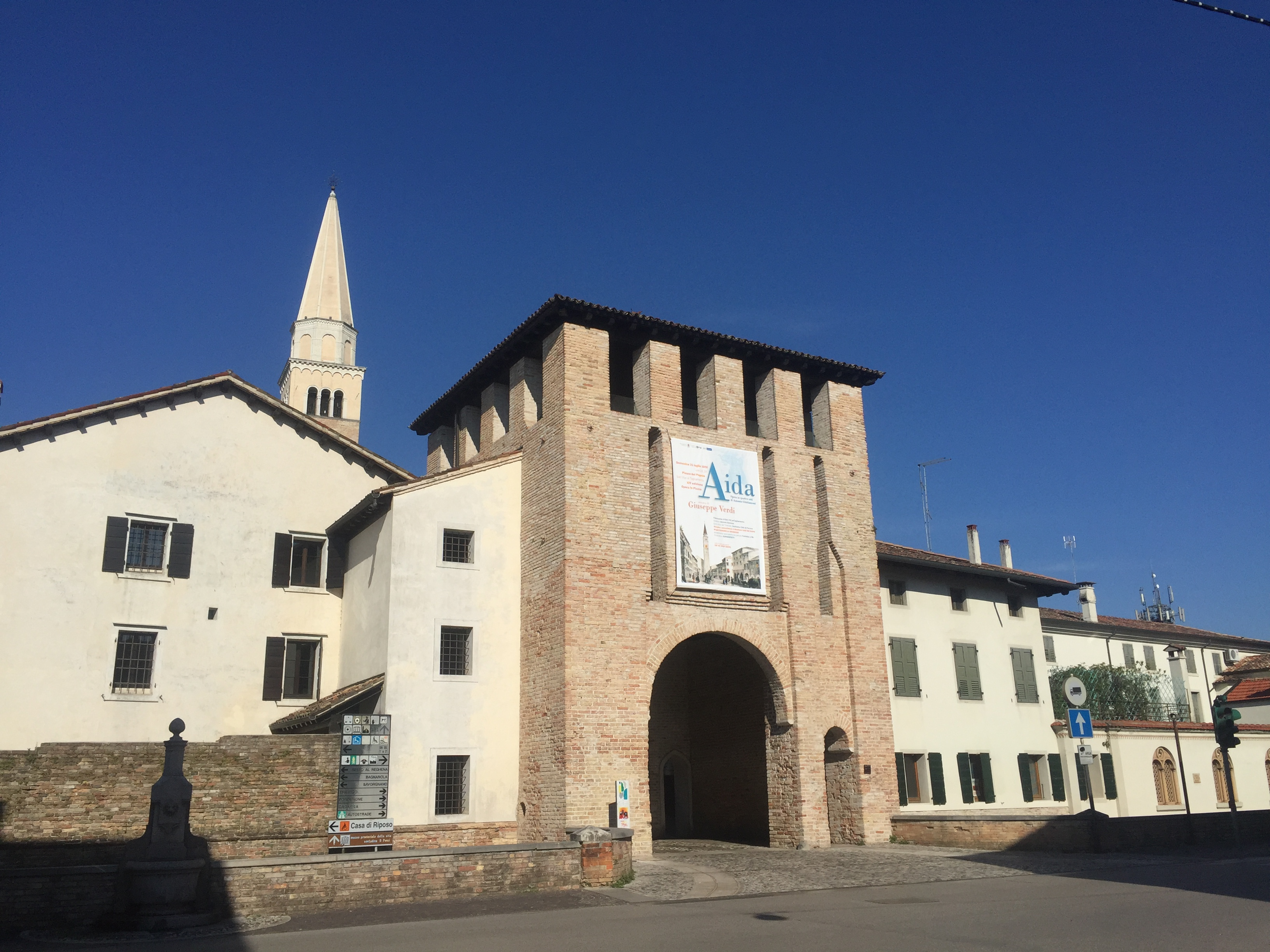
Torre Scaramuccia

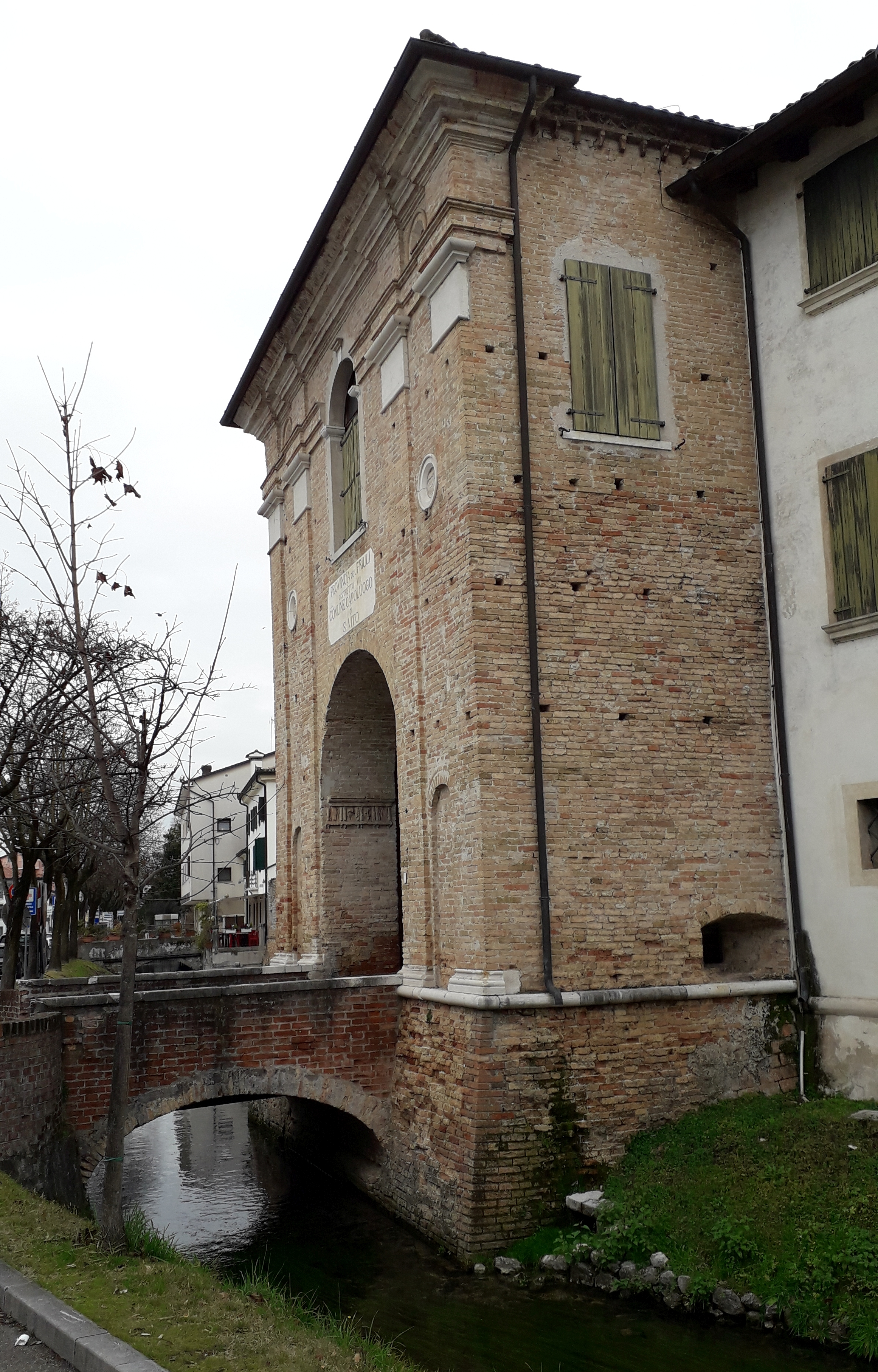
Torre Grimana

Il centro storico è l'area cittadina ancora delimitata dal tracciato dell'ultimo fossato: per i sanvitesi "le fosse". Buona parte dell'antica cinta muraria è ancora visibile, con tre delle porte di accesso originarie ancora ben conservate:
- Torre Raimonda, a ovest, costruita nel XIII secolo nell'ambito di interventi di rafforzamento difensivo voluti dal patriarca Raimondo della Torre, da cui deriva la denominazione. Era l'ingresso occidentale al perimetro delle mura di epoca medievale
- Torre di San Nicolò (o Torre Scaramuccia), a est, costruita come la Torre Raimonda nel XIII secolo, sempre per finalità difensive e controllo degli accessi
- Torre Grimana, a sud, eretta nel XVI secolo su disposizione del patriarca Marino Grimani (da qui la denominazione), in seguito all'espansione della città. Nel 1751 fu acquistata dalla famiglia Altan, che già possedeva edifici limitrofi. Per questo è citata anche come "Torre Altan" o "Torre degli Altan"[62][63].

Una volta entrati nel centro storico si ha la possibilità di ammirare molti luoghi ed edifici storici di interesse, recuperati e restaurati grazie a una serie di interventi eseguiti a partire dagli anni ottanta.
Complesso dell'antico ospedale dei Battuti
L’antico ospedale della Confraternita dei Battuti, eretto a ridosso della Torre Scaramuccia, ha fornito assistenza a malati e bisognosi dal 1369 fino alla fine del XIX secolo. Oggi i suoi antichi locali, disposti su tre piani, sono dedicati principalmente ad esposizioni, convegni o cerimonie. Il complesso presenta ancora la sua primitiva cappella affrescata al piano terra ed un'affascinante corte interna.
Chiesa di Santa Maria dei Battuti
La si trova nel tratto di strada che congiunge la Torre Scaramuccia al duomo. Di origini trecentesche custodisce opere di Pomponio Amalteo, Bartolomeo da San Vito e G. Bernardi Torretti. Di rilievo il portale del Pilacorte (1493).
Il Duomo
Dedicato ai Santi Vito, Modesto e Crescenzia, è stato rifatto nella metà del Settecento sulle fondamenta di una chiesa del XV secolo, su iniziativa ed impegno dell'ultimo patriarca Daniele Dolfin. Al suo interno si trovano numerose opere pittoriche e scultoree di vari artisti. Maestoso e massiccio il campanile che si erge in prossimità dell'angolo sud-ovest.
Piazza del Popolo
Realizzata nel XVI secolo come estensione verso nord dell'area circostante al nucleo originario che fu il Castello di San Vito, con le sue prime mura e il primo borgo medievale. Sulla piazza si affacciano l'antica loggia pubblica e una serie di palazzi, molti dei quali affrescati.
Palazzo Rota
Si trova all'angolo nord-est di Piazza del Popolo ed è oggi sede del municipio. È una villa veneta risultato di diversi interventi su edifici esistenti, realizzati in un periodo compreso tra il XIV e il XIX secolo. Gli interni presentano saloni e stanze finemente decorati. Il palazzo è preceduto da un bel giardino all'italiana e dispone sul retro di un maestoso parco.
Antica Loggia Pubblica
È un grande vano di origine quattrocentesca che si apre sul lato sud di Piazza del Popolo. Sede dell'antico consiglio comunale sorgeva accanto alla distrutta Torre delle Ore, che fungeva da raccordo all'antico castello. Un tempo vi si svolgeva il mercato del grano. Al piano superiore, dove ora c'è il Teatro Arrigoni, si riunivano i rappresentanti della cittadina.
Antico Teatro sociale Giangiacomo Arrigoni
È posizionato sopra l'antica Loggia Pubblica di Piazza del Popolo. La sua funzione teatrale e musicale è documentata dal Seicento. È stato completamente rifatto in seguito ai lavori di recupero completati ad inizio del XXI secolo ed ora si propone con la struttura originaria di piccolo teatro all'italiana tra Settecento e Ottocento, rispettata fedelmente anche nei minimi particolari. È intitolato al compositore sanvitese Giangiacomo Arrigoni (1597-1675).
Il complesso dell'antico castello
Comprende il palazzo derivante dalla fortezza originaria, che ora si presenta con l'aspetto di residenza nobiliare, avendo perso le caratterischiche iniziali della fortificazione medievale, a seguito dei vari interventi succedutisi nei secoli. Il palazzo è cinto sul lato nord e sul lato est da una corte. Grazie a scavi ed azioni di recupero effettuate a partire dalla fine del XX secolo nella parte orientale della corte sono state evidenziate tracce della prima cinta muraria, del fossato e del basamento delle mura. Le corti sono collegate, tramite piccole gallerie pedonali, a Piazza del Popolo (a nord), a Via Marconi (a ovest) ed a Via Altan (a est). Il palazzo, che è stato per secoli la residenza periodica dei patriarchi di Aquileia, presenta sale riccamente decorate, in alcune delle quali è ospitato il Museo Civico Archeologico "Federico De Rocco".
Chiesa dell'Annunziata (o Santa Maria del Castello)
La chiesa, dedicata a Maria, si trova in Via Marconi, nella zona di quello che era l'originario borgo medievale, a pochi passi dal castello. Documentata già nel 1348, presenta affreschi nella facciata (interessante il santo protettore che regge il borgo) ed all'interno, dove sono custoditi anche un bell'altare ligneo con un'annunciazione cinquecentesca del Padovanino.
Palazzo Altan
È un palazzo del XVII secolo appartenuto alla famiglia Altan, ubicato nella parte meridionale dell'omonima via, nei pressi della Torre Grimana. Il palazzo, dotato di molte sale ornate da stucchi ed affreschi, fa parte di un complesso edilizio perimetrato da mura, che cingono un bel giardino all'italiana e sono collegate a due barchesse. Il perimetro sud ed est è posizionato lungo le antiche fosse, con all'angolo il torrione circolare costruito con l'espansione urbanistica cinquecentesca voluta dal patriarca Marino Grimani. Nei locali del palazzo è ospitato il Museo provinciale della vita contadina "Diogene Penzi".
Chiesa di San Lorenzo
Fu realizzata nel borgo di San Lorenzo (via Amalteo) nel quattrocento, nei pressi di un convento domenicano. Aveva inizialmente dimensioni ridotte rispetto a quelle attuali. All'interno vi sono affreschi del Bellunello (un San Vincenzo Ferrer sul lato destro dell'arco trionfale) e dell'Amalteo (vari lacerti), oltre ad altre opere pittoriche e scultoree. Dal 1770 ebbe un declino conseguente alla soppressione del convento. Fu usata come magazzino dal forte contingente di truppe napoleoniche insediatosi per alcuni mesi a San Vito nel 1797. Ne seguì un sostanziale abbandono fino al 1988, quando è stata oggetto di un recupero e restauro complessivo. Oggi è utilizzata come sede di mostre ed eventi culturali.

### Fuori "le fosse" e periferia
Le antiche carceri
Il piccolo edificio carcerario di fattura austriaca è stato costruito nella prima metà dell’800, subito aldilà del lato ovest delle fosse, nella zona all'incrocio fra le attuali via Filippini e via Falcon Vial. Acquistato e restaurato dal Comune di San Vito al Tagliamento ospita attività ed eventi culturali.
Chiesa di San Rocco (Borgo Favria)
L'edificio, costruito nel tardo XVI secolo, ha subito rimaneggiamenti ottocenteschi. Si trova in Borgo Favria, lungo la strada (Via Falcon Vial) che dalle antiche carceri porta verso ovest. È dedicata a San Rocco, protettore contro la peste. La facciata di ispirazione neoclassica presenta il corpo centrale più alto di quelli laterali, tutti terminanti con una cornice orizzontale sopraelevata sugli spigoli. Conserva all'interno un altare ligneo del XVII secolo con la pala di Giuseppe Moretto raffigurante una Madonna col Bambino e santi, datata 1571.
Chiesetta campestre di Santa Petronilla
L'attuale edificio risale ad interventi eseguiti nel XVI secolo ma la presenza nel luogo di un oratorio è documentata in una bolla di papa Lucio III del 1182.
Si trova in aperta campagna, a pochi metri dalla sponda sinistra del Reghena, in una laterale della strada (Via Tavielis) che dalla rotatoria sud-occidentale della tangenziale porta alla frazione di Savorgnano.
L'ingresso è riparato da un portico rettangolare con copertura a tre falde. In facciata la porta rettangolare è sormontata da una lunetta a sesto acuto ed affiancata da due finestre mentre sulla sommità è collocato un campanile a vela. Sulle pareti interne della navata presenta lacerti di affreschi risalenti alla metà del XIV secolo, opera di artisti ignoti. L’abside è decorato da affreschi del XVI secolo attribuiti a Giuseppe Furnio, allievo dell'Amalteo.
La chiesa è soggetta alla parrocchia di Savorgnano.
Il Santuario della Madonna di Rosa e Gesù Misericordioso
Assai affascinante è il Santuario della Madonna di Rosa e Gesù Misericordioso, che conserva la miracolosa immagine della Madonna di Rosa. Arrivando a San Vito da est lo si incontra a circa un chilometro dal centro, a sinistra della SR 463 mentre sulla destra c'è il suo alto campanile.

### Musei
Museo civico archeologico "Federico De Rocco"
Ubicato nei locali del vecchio castello (ingresso da Via Marconi) custodisce reperti del periodo preistorico, protostorico, romano, longobardo e medievale. Vi si trovano anche ceramiche decorate del XVI secolo, lacerti di affreschi quattrocenteschi provenienti da chiese ed edifici della zona ed altre opere d'arte, in particolare alcune sculture lignee.
Museo provinciale della vita contadina "Diogene Penzi"
Ospitato nei locali di Palazzo Altan presenta una collezione organica di reperti e testimonianze sulla vita contadina locale. Oggetti tratti dalla quotidianità del lavoro dei campi ed attrezzi di mestieri antichi. Il museo è nato grazie alla ricca raccolta donata dal professor Diogene Penzi.
Museo storico del Friuli Occidentale "Generale Umberto Romei"
Si trova nella frazione di Ligugnana, nei locali delle ex scuole elementari. Ospita cimeli e documenti che testimoniano la storia della Destra Tagliamento durante la I e II guerra mondiale, seguendo un criterio espositivo cronologico e tematico.

## Società

### Evoluzione demografica
Abitanti censiti

### Etnie e minoranze straniere
Al 1º gennaio 2024 gli stranieri residenti nel comune sono 1 477, ovvero il 9,7% della popolazione. Di seguito sono riportati i gruppi più consistenti aggiornati al 1º gennaio 2024:
1. Romania, 529
2. Albania, 162
3. India, 81
4. Burkina Faso, 65
5. Ucraina, 51
6. Marocco, 46
7. Pakistan, 42
8. Ghana, 38

### Lingue e dialetti
Originariamente a San Vito si parlava friulano, ma questa lingua è ormai da tempo regredita a favore del veneto (che, a sua volta, tende ad essere sostituito dall'italiano). Un'inchiesta di Paola Benincà del 1967 constatava come il friulano fosse utilizzato solo da pochi agricoltori, mentre la gran parte dei residenti lo considerava una parlata "volgare". Secondo Renato Appi, che l'anno successivo svolse un'integrazione alla precedente ricerca, lo stato della lingua non era poi così disastroso ed essa si presentava piuttosto vitale almeno nelle periferie.
Nonostante ciò, San Vito compare nell'elenco ufficiale dei comuni friulanofoni.

## Cultura

### Eventi

#### Arte

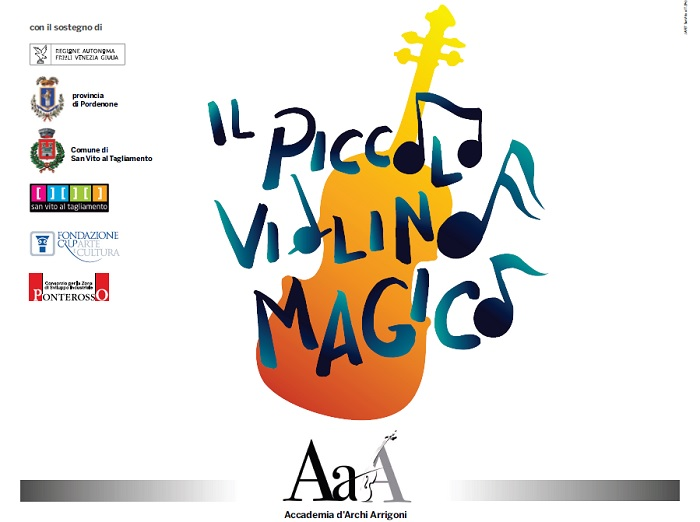

Ogni anno, in settembre, ospita dal 2006 la rassegna d'arte contemporanea "Palinsesti" curata da un team di studiosi dell'Università di Udine.
Unica nel suo genere la rassegna ha accolto opere di artisti internazionali delle generazioni dei "maestri" (Carl Andre, Tony Cragg, Luciano Fabro) sino alle nuove sperimentazioni nell'arte contemporanea (Deborah Ligorio, Semiconductor, son:DA, Emanuele Becheri).

#### Musica
"Il piccolo violino magico" è un concorso internazionale per giovani violinisti, l'evento si tiene ogni anno nel mese di giugno. Il concorso, che per qualità e fama è sempre più paragonato al rinomato "Menhuin" di Ginevra, sta attirando l’interesse di diverse realtà legate alla divulgazione della musica d’arte, come "Sky Classica HD", che ha trasmesso più volte il seguitissimo documentario sul concorso realizzato da Videe per la regia di Bruno Mercuri. Anche il canale newyorkese "The Violin Channel" si è interessato al format e sta contribuendo alla grande visibilità del progetto.

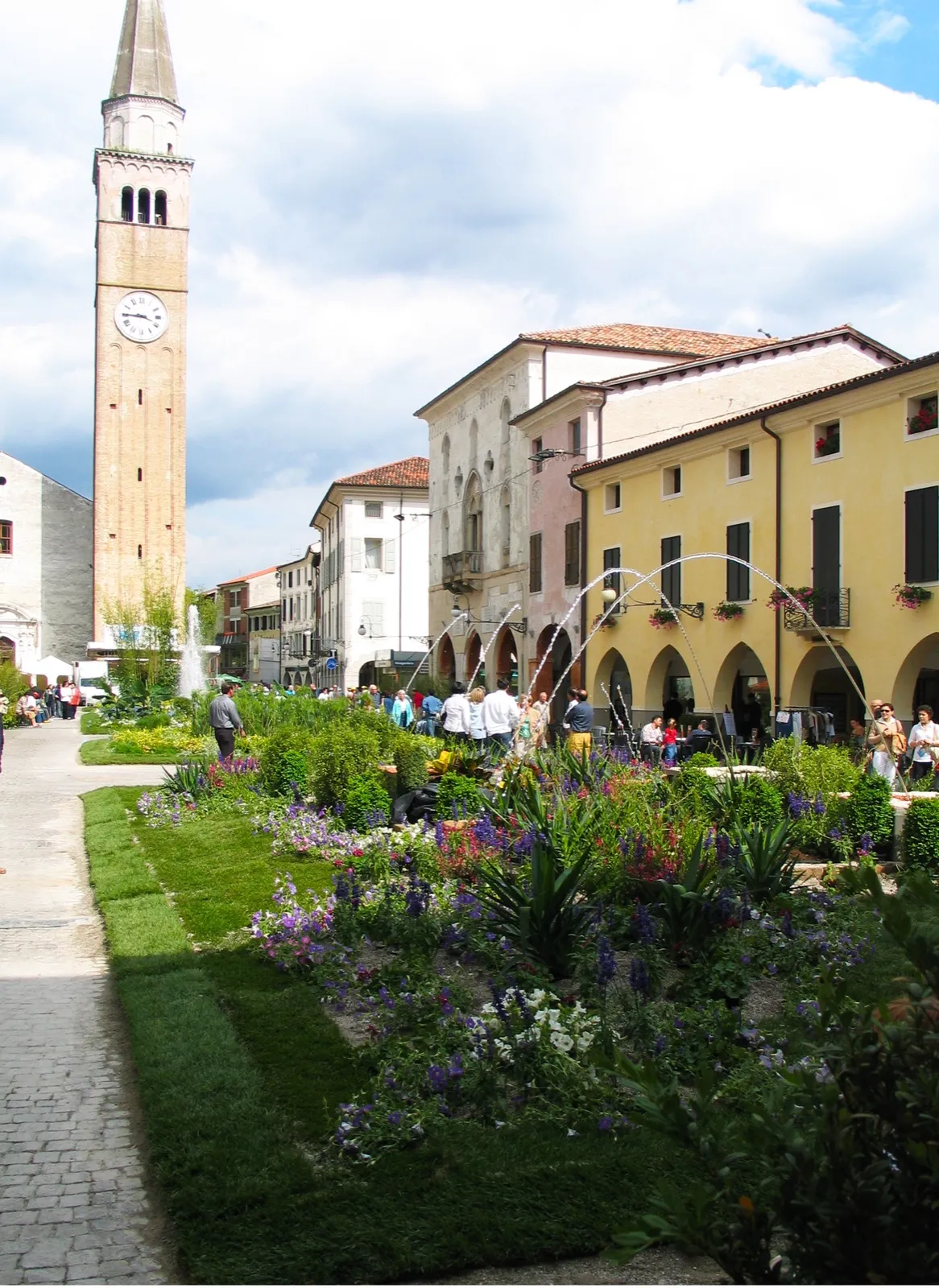
Piazza del Popolo decorata

In primavera la città tiene la rassegna "San Vito Jazz". Importante rassegna riconosciuta a livello nazionale e internazionale.

#### Cinema
Dal 2021 ospita Il Festival del Cinema di Animazione. Oltre ai film il Festival propone eventi collaterali, mostre, performance, concerti: la presenza di artisti e autori di spicco nel settore musicale e artistico rende speciali le serate che si accompagnano ai programmi dei film. Le sezioni dei festival divise nei programmi dei film in Competizione, VisualΜsic, Panorama, AnimaKids e Animayoung.

#### Gastronomia
Nel mese di maggio si tiene Piazza in Fiore, una serie di eventi che coinvolge Piazza del Popolo, cuore della città, decorata quasi interamente con architetture floreali.

## Infrastrutture e trasporti

### Strade
Le uscite autostradali più vicine sono quelle di Azzano Decimo, Sesto al Reghena e Villotta, poste lungo l'Autostrada A28.

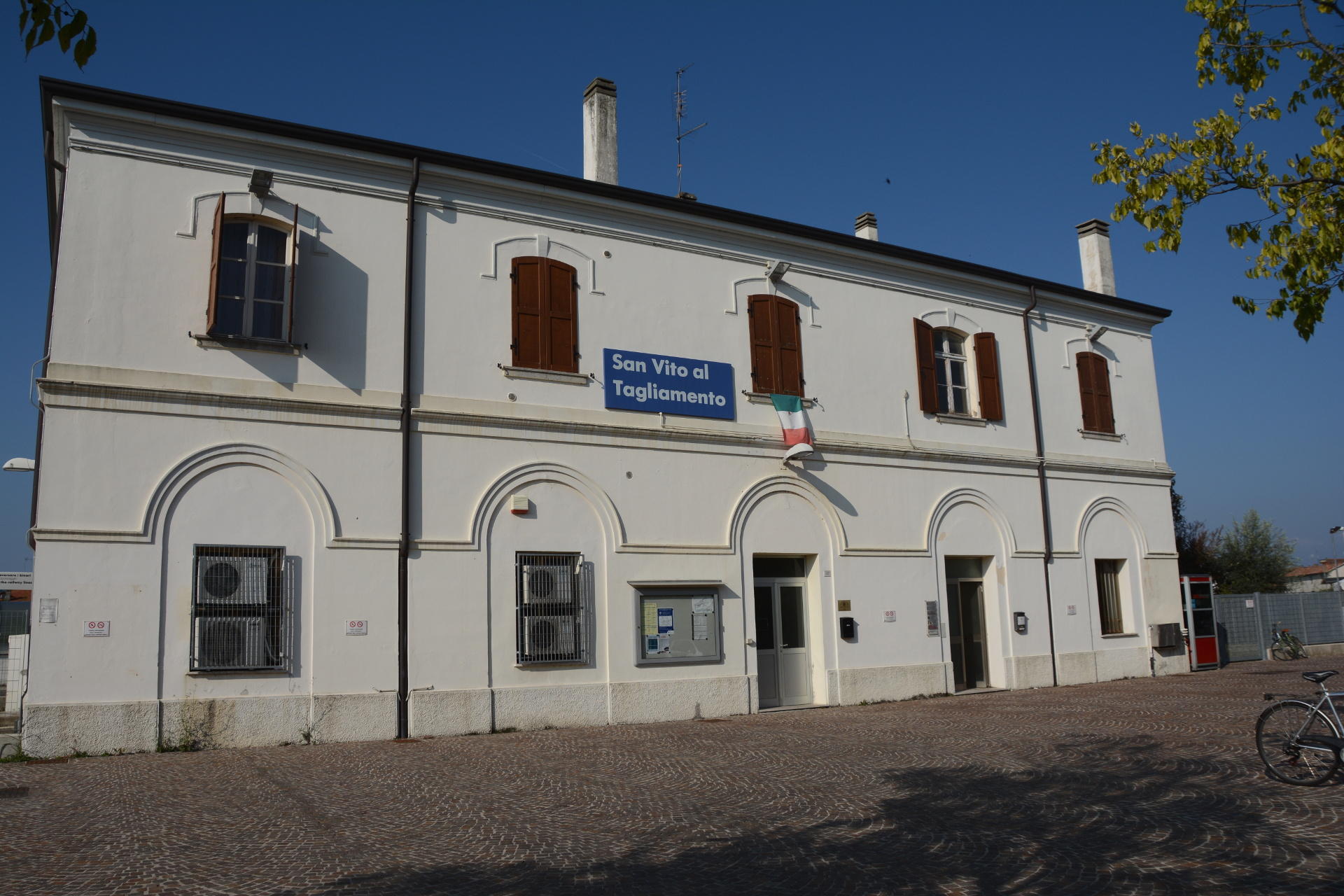
Stazione di San Vito al Tagliamento

Lunedì 29 luglio 2020 è stata aperta la circonvallazione che circonda la città dal lato nord-est (zona industriale Ponterosso) a quello sud-ovest (SP 1), collegando più punti di accesso e permettendo al traffico pesante di raggiungere l'autostrada A28 senza passare per il centro storico.

### Ferrovie
San Vito al Tagliamento è attraversata dalla ferrovia Casarsa-Portogruaro ed è dotata di una stazione ferroviaria, con collegamenti giornalieri. In passato l'impianto è stato capolinea di una linea ferroviaria verso Motta di Livenza, dismessa ufficialmente nel 1987.

## Amministrazione

### Sindaci dal 1993
| Periodo        | Periodo        | Primo cittadino      | Partito              | Carica  | Note |
| -------------- | -------------- | -------------------- | -------------------- | ------- | ---- |
| 6 giugno 1993  | 27 aprile 1997 | Luciano Del Frè      | Democrazia Cristiana | Sindaco |      |
| 27 aprile 1997 | 10 giugno 2001 | Luciano Del Frè      | Democrazia Cristiana | Sindaco |      |
| 10 giugno 2001 | 10 aprile 2006 | Gino Gregoris        | Centro-sinistra      | Sindaco |      |
| 10 aprile 2006 | 16 maggio 2011 | Gino Gregoris        | Centro-sinistra      | Sindaco |      |
| 16 maggio 2011 | 5 giugno 2016  | Antonio Di Bisceglie | Centro-sinistra      | Sindaco |      |
| 5 giugno 2016  | 4 ottobre 2021 | Antonio Di Bisceglie | Centro-sinistra      | Sindaco |      |
| 4 ottobre 2021 | in carica      | Alberto Bernava      | Centro-sinistra      | Sindaco |      |

### UTI friulane
In base alla legge regionale 26/2014 "Riordino del sistema Regione - Autonomie locali del Friuli Venezia Giulia", San Vito è sede della UTI del "Tagliamento" di cui fa parte con i comuni di: Casarsa della Delizia, Cordovado, Morsano al Tagliamento, San Giorgio della Richinvelda, San Martino al Tagliamento, Sesto al Reghena, Spilimbergo e Valvasone Arzene.

### Gemellaggi
- Rixheim
- Stadtlohn
- Nagyatád
- Sankt Veit an der Glan

## Sport

### Ciclismo
Coppa San Vito
La Coppa San Vito è una corsa in linea maschile di ciclismo su strada riservata alla categoria Under 23 che si disputa nel mese di ottobre.
Organizzata per la prima volta nel 1923 dal C.C. Stefanutti, è la più antica corsa ciclistica friulana ancora disputata ed è considerata una delle classiche dilettantistiche italiane più prestigiose. Attualmente organizzata dalla SCD Pedale Sanvitese, presenta un percorso che si snoda tra San Vito al Tagliamento e i comuni limitrofi, in un territorio prevalentemente pianeggiante, che rende la gara particolarmente adatta ai velocisti come Matteo Pelucchi, Filippo Fortin e Paolo Simion, tutti vincitori e in seguito diventati professionisti

#### Giro d'Italia
L'edizione 2018 del Giro d'Italia ha visto la quattordicesima tappa partire da San Vito al Tagliamento. La frazione si è poi conclusa sul Monte Zoncolan con la vittoria di Chris Froome.

### Calcio

#### Associazione Sportiva Dilettantistica Sanvitese
La Sanvitese disputa ininterrottamente venti stagioni in Serie D lottando nella maggior parte per la salvezza, ma riuscendo a raggiungere anche i play-off nella stagione 2005-06.
Attualmente milita nell'Eccellenza del Friuli-Venezia Giulia.

## Galleria d'immagini

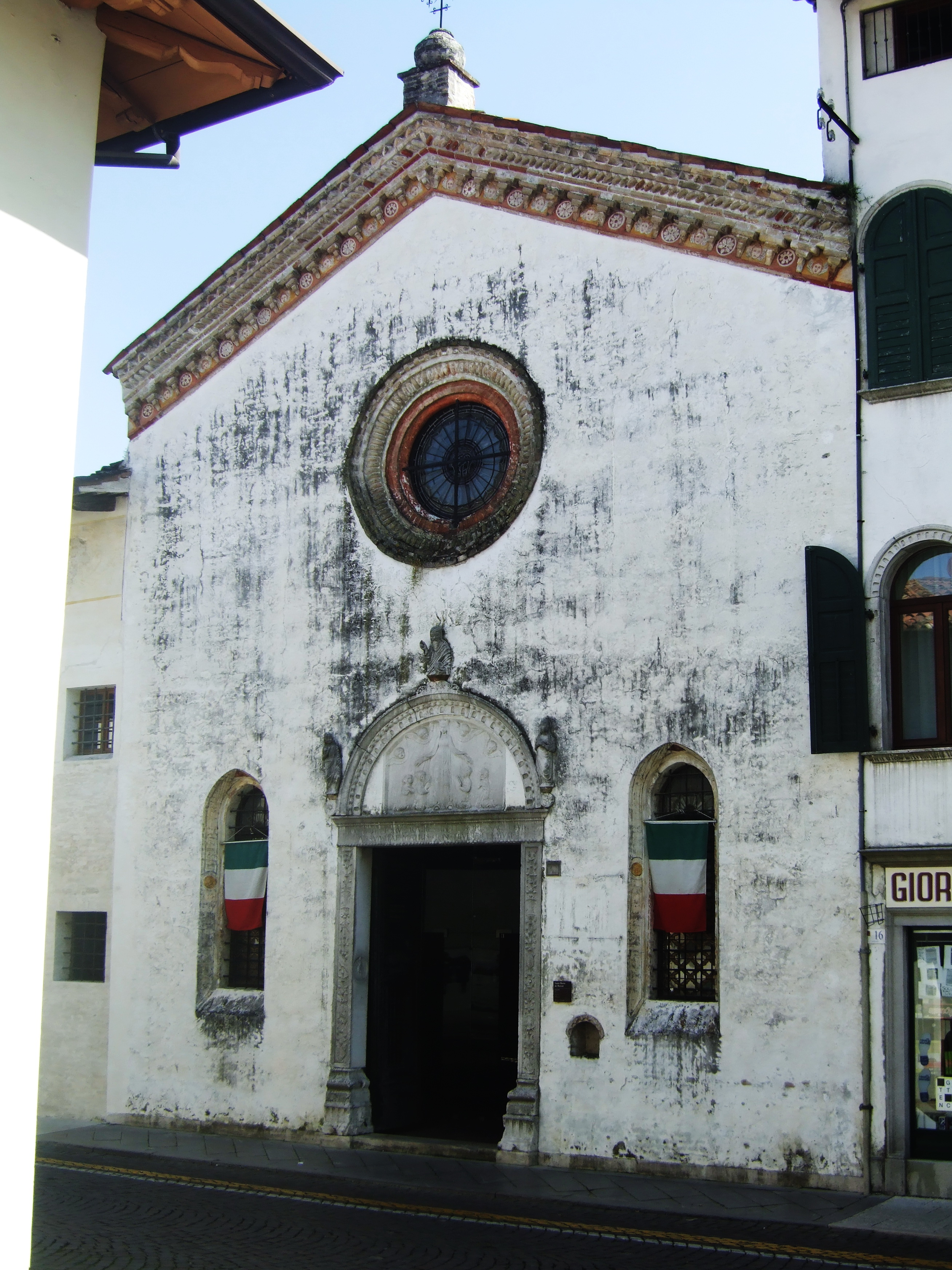
La chiesa dei Battuti in via Bellunello (fra il duomo e la Torre Scaramuccia)
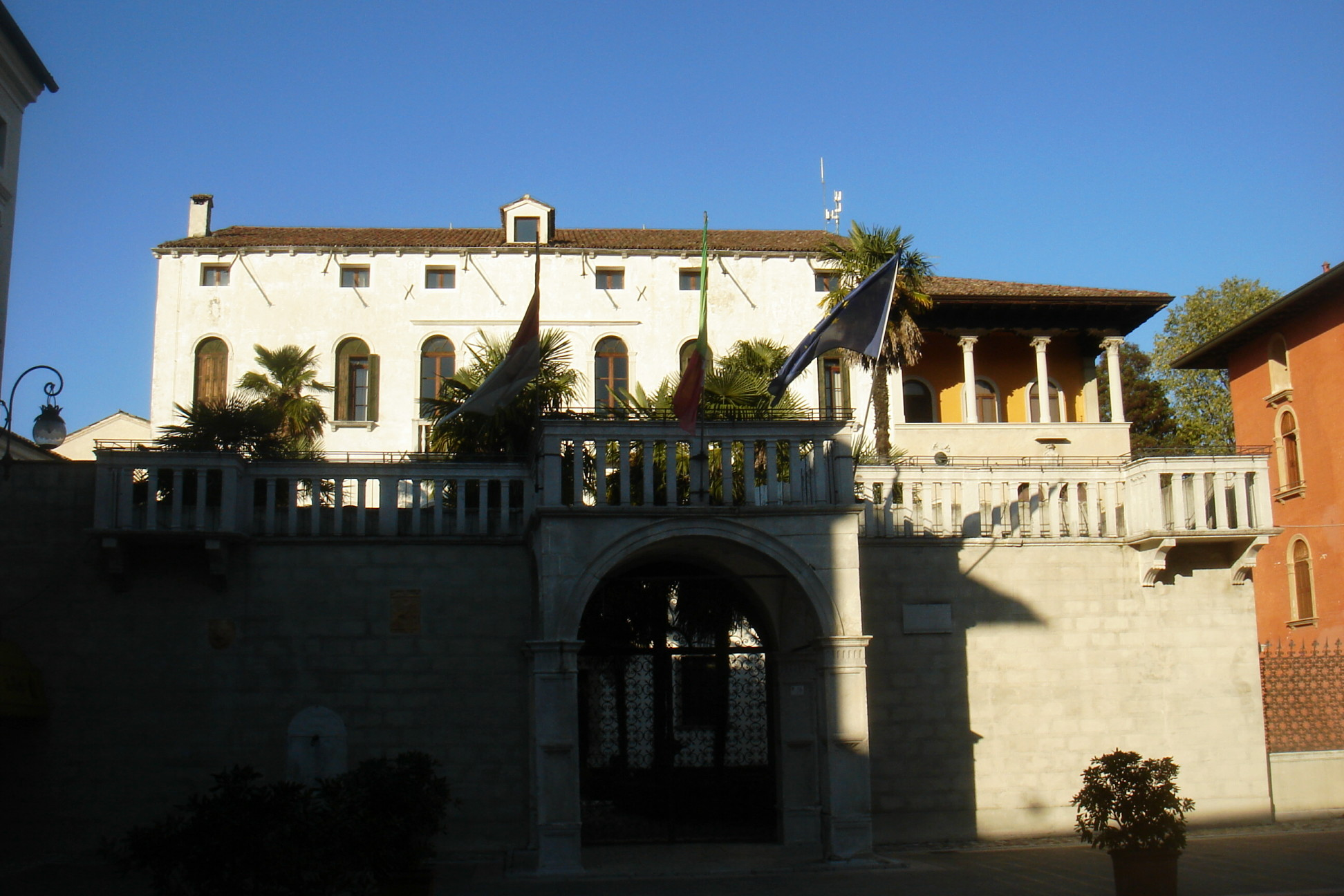
Palazzo Rota (municipio), sul lato nord-ovest di Piazza del Popolo
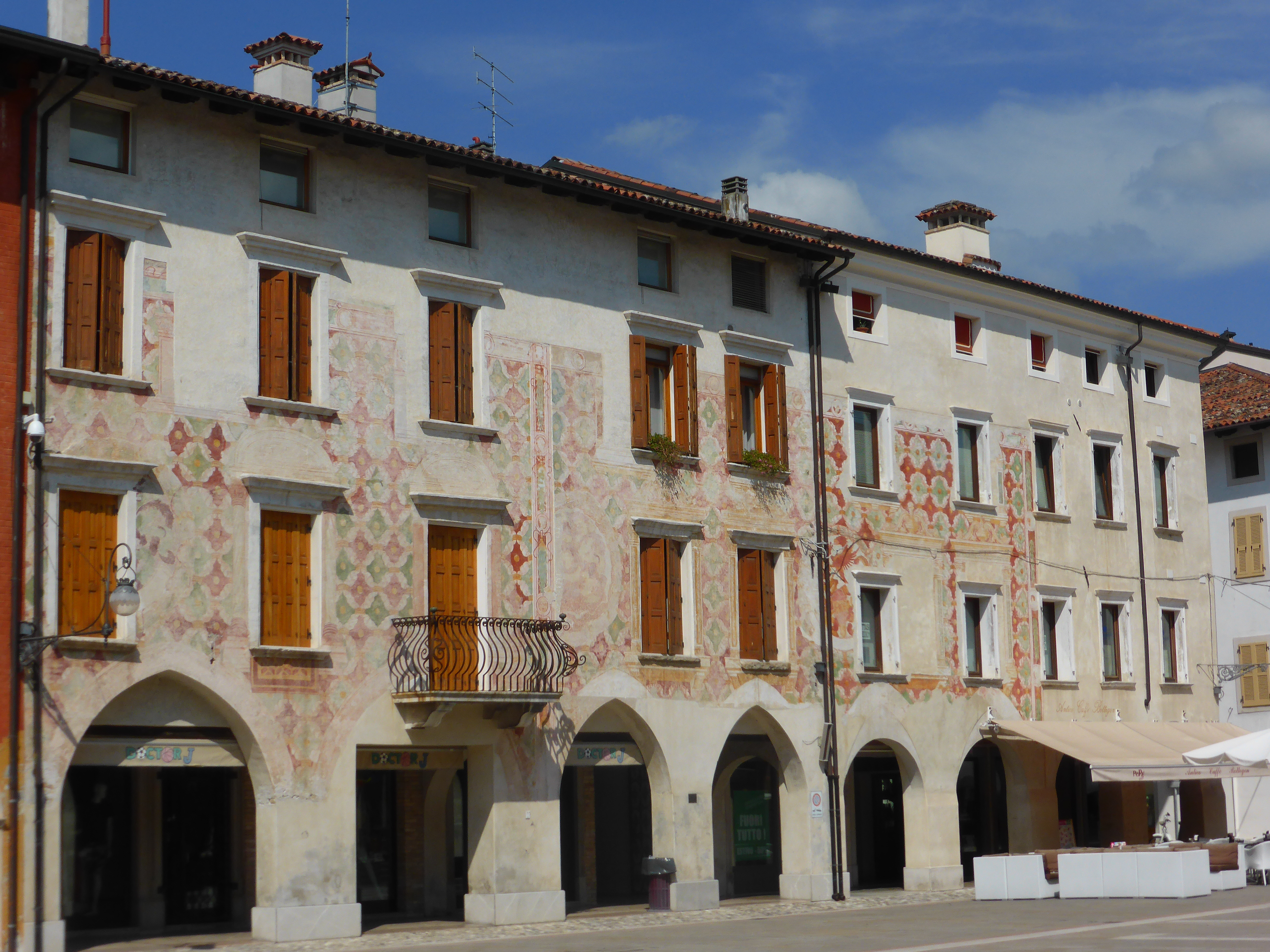
Palazzi affrescati sul lato nord-est di Piazza del Popolo
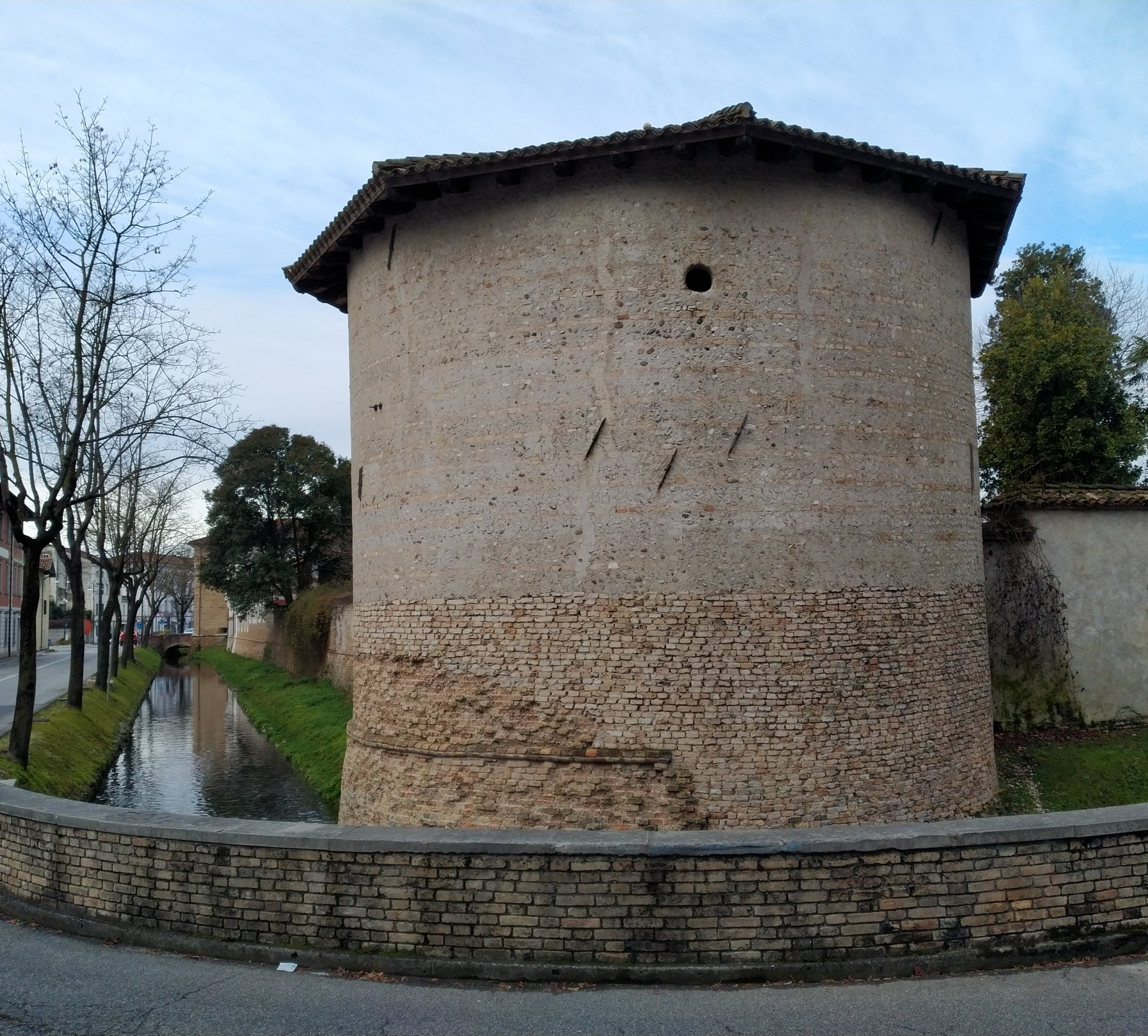
Torrione all'angolo sud-est delle mura cinquecentesche
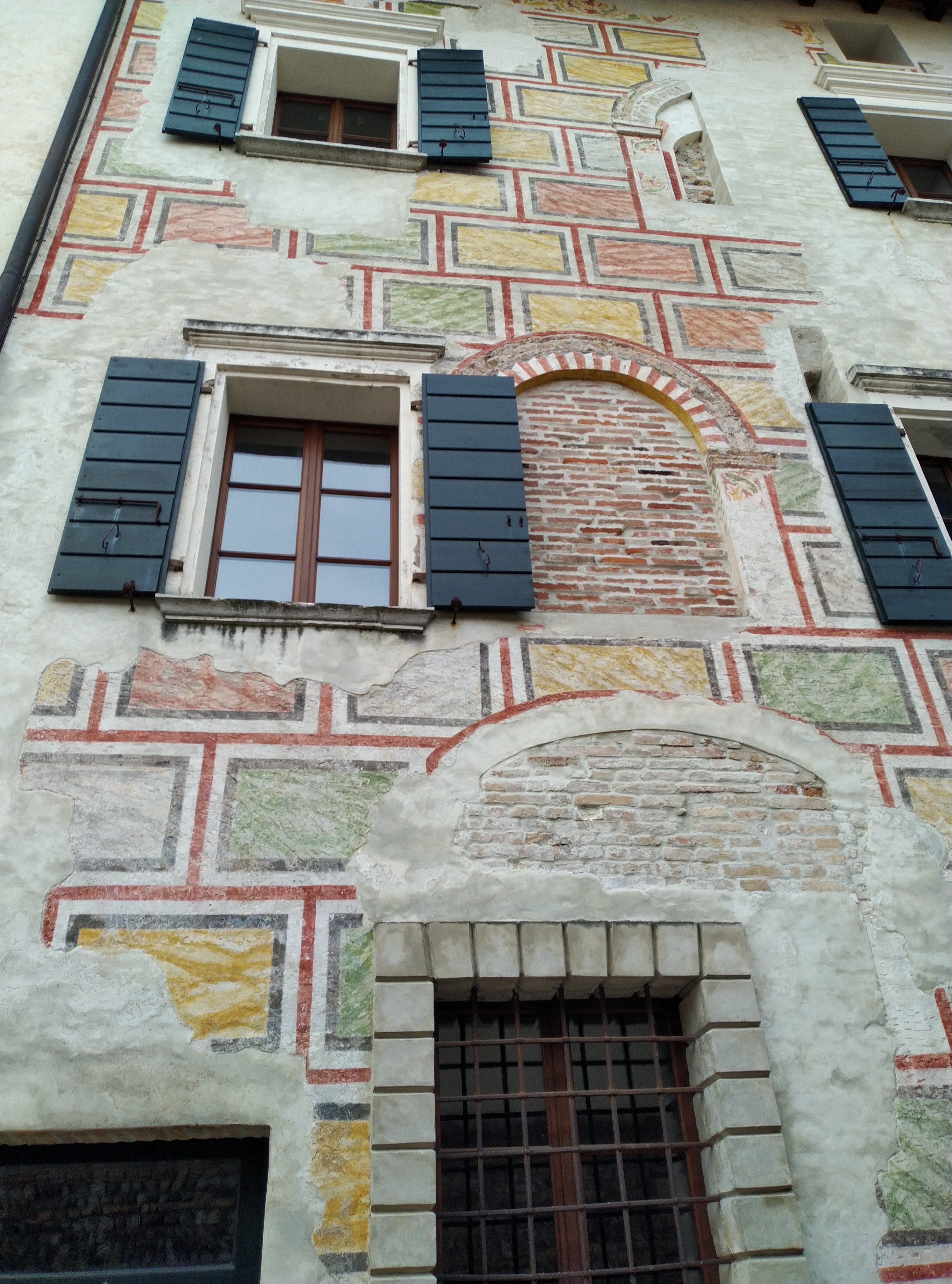
Castello - particolare degli affreschi sulla parete nord-ovest
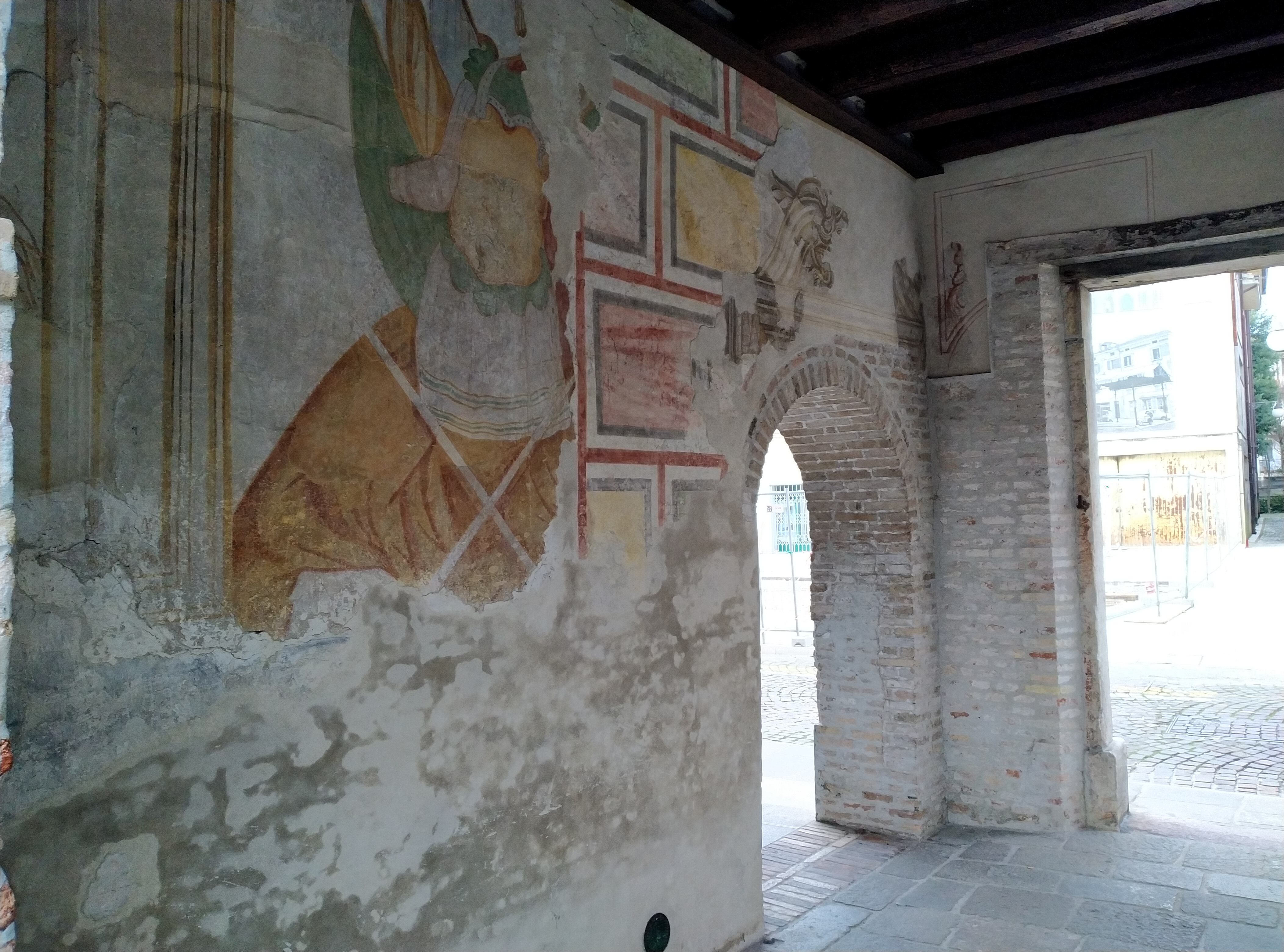
Galleria affrescata all'angolo nord-ovest del castello